# Velika nagrada Penya Rhina
Velika nagrada Penya Rhina je bila avtomobilistična dirka, ki je med sezonama 1921 in 1950 potekala na dirkališčih Vilafranca del Penedès, Montjuïc circuit in Pedralbes Circuit. Nobenemu od dirkačev ni uspelo zmagati več kot enkrat, med moštvi pa je najuspešnejša Alfa Romeo s tremi zmagami.

## Zmagovalci
| Leto | Zmagovalec          | Moštvo        | Dirkališče  | Poročilo |
| ---- | ------------------- | ------------- | ----------- | -------- |
| 1950 | Alberto Ascari      | Ferrari       | Pedralbes   | Poročilo |
| 1948 | Luigi Villoresi     | Maserati      | Pedralbes   | Poročilo |
| 1946 | Giorgio Pelassa     | Maserati      | Pedralbes   | Poročilo |
| 1936 | Tazio Nuvolari      | Alfa Romeo    | Montjuïc    | Poročilo |
| 1935 | Luigi Fagioli       | Mercedes-Benz | Montjuïc    | Poročilo |
| 1934 | Achille Varzi       | Alfa Romeo    | Montjuïc    | Poročilo |
| 1933 | Juan Zanelli        | Alfa Romeo    | Montjuïc    | Poročilo |
| 1923 | Albert Divo         | Talbot        | Villafranca | Poročilo |
| 1922 | Kenelm Lee Guinness | Talbot        | Villafranca | Poročilo |
| 1921 | Pierre De Vizcaya   | Bugatti       | Villafranca | Poročilo |